# Улица Кирова (Уфа)
У́лица Ки́рова в Уфе расположена на территории Кировского, Ленинского и Советского районов. Пролегает с запада на восток, начинаясь с улицы Карла Маркса и заканчивается проспектом Салавата Юлаева. Улица начинается с Дома профсоюзов, построенном на фундаменте бывшей Александровской церкви, закрытой в 1931 г.
Продолжением улицы Кирова является улица Миннигали Губайдуллина, которая начинается сразу за проспектом Салавата Юлаева.

## История
Первоначально улица называлась Приютской, поскольку с 1849 г. на ней был расположен православный детский приют в квартале между Телеграфной (Цюрупа) и Малой Успенской (Энгельса) улицами. После Октябрьской революции улица была переименована в честь С. М. Кирова.

## Постройки и достопримечательности
- Дом профсоюзов и Александровская площадь (название историческое) перед ним
- «Баштехинформ» (ранее ЦНТИ — Центр научно-технической информации)
- Башкирская специальная библиотека для слепых и Музей истории Башкирской организации Всероссийского общества слепых
- Деловой центр «На Кирова»
- Собор Рождества Богородицы
- 12-подъездный дом-«корабль»

## Транспорт
Общественный транспорт улицы Кирова в основном представлен маршрутным такси.

## Галерея

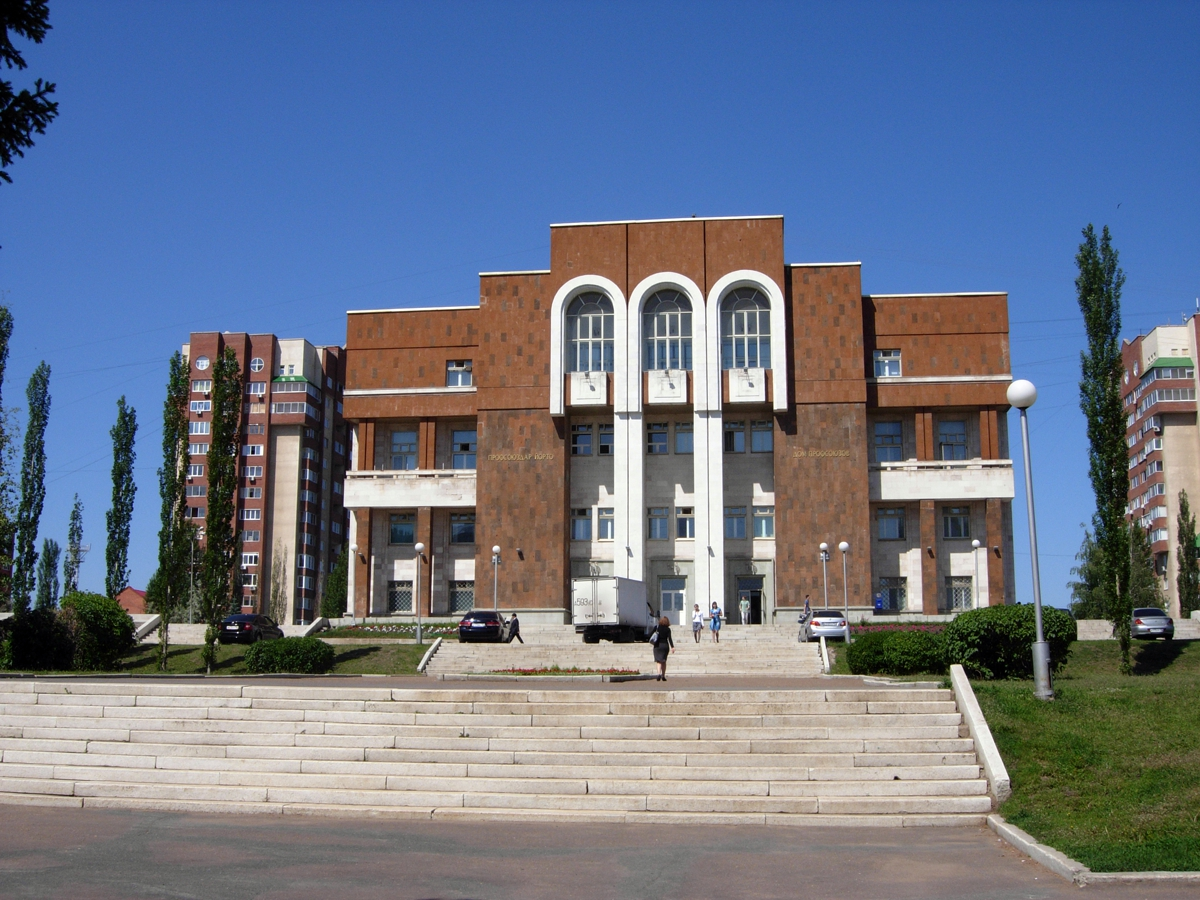
Дом профсоюзов
Фрагмент памятника Мустаю Кариму перед домом профсоюзов
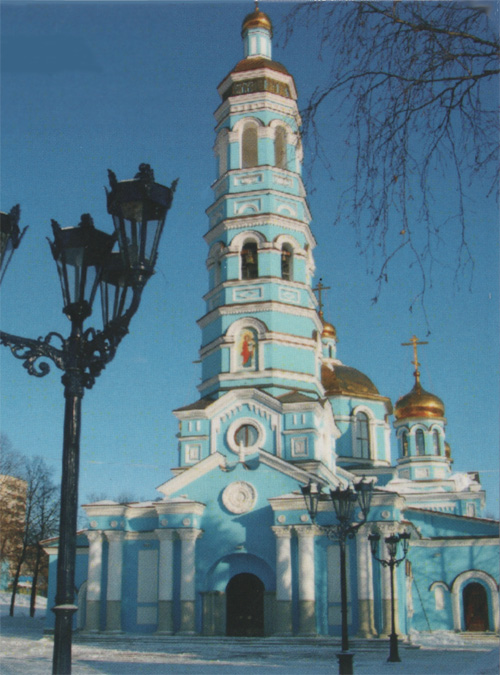
Рождество-Богородицкий храм